# Дунафелдвар
Дунафелдвар (мађ. Dunaföldvár) град је у средишњој Мађарској. Дунафелдвар је један од важнијих градова у оквиру жупаније Толна.
Дунафелдвар је имао 8.915 становника према подацима из 2009. године.

## Географија
Град Дунафелдвар се налази у средишњем делу Мађарске. Од престонице Будимпеште град је удаљен око 100 km јужно. Град се налази у западном делу Панонске низије, на левој обали Дунава, на литици изнад реке. Надморска висина града је око 110 m.

## Историја
Дана 15. априла 1862. тај градић је "опет буктио и силне су куће изгореле".
По подацима из 1905. године у Дунафелдвару живи 12117 становника у 2200 кућа. Насеље се налази на жељезничкој прузи и има жељезничку станицу. Ту ради пет вероисповедних школа.

## Срби у Дунафелдвару
Населили су га Срби 1690. године, кад је већ био седиште трговине и мануфактуре Толнанске жупаније. Православно парохијско звање је основано 1787. године а црквене матрикуле заведене 1789. године. Српску православну цркву посвећену празнику Силаску Св. Духа, градили су тамошњи Срби у 17. веку. Садашњи храм је подигнут 1787. године у барокном маниру, са елементима неокласицизма. Ктитори иконостаса су били Цинцари, па су натписи на иконама исписани на грчком језику. Нови иконостас је осликао бечки ђак иконописац Павел Ђурковић 1801. године, и то је био његов први већи рад.
Поп Јеротеј Рачанин се након Велике сеобе Срба под Чарнојевићем, идући преко Сентандреје нашао у Дунафелдвару. Био је преписивач црквених књига, минеја и то је наставио да ради док је био парох у том месту.
У Дунафелдвару су 1817. године два читаоца наручили популарну Видаковићеву књигу. Били су то: учитељ Георгије Христић и купец Теодор Теодоровић. Правничку вредну књигу наручили су 1823. године и Срби у Дунафелдвару. Били су то образовани појединци: поп Григорије Бошњак администратор парохије (ту и 1826), Симеон Пачић месни школски директор, Лазар Кирић учитељ, Михаил Јанковић купец и Лазар Поповић Пеци тамошњи трговачки калфа.Официр Јован Пачић је био сензибилна душа, склона поезији и писању. Његову књигу поезије купила је 1827. године у Дунафелдвару, једино синовица Јудита Пачић. Стеријину историјску драму набавио је претплатом 1828. године, Јован Пачић ц и к први коњички капетан и "списатељ Србски". Купци српске књиге су 1829. године, били - поред попе и учитеља, Михаил Јанковић црквени епитроп, Михаил от Боити купац, Антоније Хаџић купац. Једини пренумерант историјске књижице у Дунафелдвару 1829. године био је трговац Георгије Раденковић. Постојао је 1831. године претплатнички пункт за куповину српских биографски књига. Тако су записани те године грађани: Михаил от Бојти трговац и епитроп црквени, Хаџи Атанаси Теодоровић трговац, Атанаси Чучоловић звонар, Јован Мојсиловић "дјетонаставник" (учитељ) и Софија Бех "сапунџиница". Читалачка публика у Фелдвару редовно узима књиге и доприноси њиховој мисији у народу. Тако и Магарашевићева књига о свемиру налази пријем у месту. Пријавили су се 1831. године као претплатници следећи житељи: поп Георгије Христић парох, Јован Мојсиловић учитељ, Хаџиј Атанасије Теодоров купец и Михаил от Бојти купец.
Поучну књигу о значају оца, узео је 1832. године месни учитељ Јован Мојсиловић. Претплатници једне српске књиге 1834. године, били су "први" Срби тог места: Георгије Христић парох (1829-1836), Атанасије Чучуловић звонар, Јован Мојсиловић учитељ (ту и 1829) и Јован Деметровић купац (трговац). Књигу о образовању деце купио је 1834. године у Дунафелдвару, Јован Пачић пензионисани коњички капетан. За једну књигу страног наслова формирао се 1846. године мали претплатнички пункт у месту. Чинили су га писмени грађани, сеоска интелигенција: поп Георгије Христић парох и Младен Миливојевић учитељ.
По државном шематизму православног клира у Угарској, у Дунафелдвару је 1846. године била православна парохија са 126 православаца. Месно православно парохијско звање је основано 1787. године, а црквене матрикуле се воде од 1789. године. Постојала је православна црква, парох био поп Георгије Христић са ђаконом Јованом Миликшићем. Припадале су тој парохији и и оближње парохијске филијале: Бучка, Мадочка, Солт и Пакс. Школа је постојала тада, директор је поменути парох а учитељ девет ученика је поменути ђакон.
По митрополијском извештају из 1865. године види се да ту живи мало Срба. Заједно се наводе Дунафелдвар, Белчке, Мазора и Шољт где укупно има 70 Срба православаца, а та једна парохија је међутим прве, највише платежне класе.
Гаврило Витковић износи у свом извештају драгоцене податке о нашем становништву. Он наводи да је у Дунафелдвару 1847. године било 126 Срба, а две деценије касније 1867. године њихов број је драстично умањен јер их има само 47 душа.
По српском извору из 1905. године за то место се каже да је велика општина, у којој живи 15 православних Срба у четири српска дома. Постоји једна српска православна црква, која се налази у лошем стању. Српска школа не постоји, а два ученика похађају стране школе. Организована је црквено-школска општина, на чијем је челу поп Василије Хужвик, администратор парохије а парох у Ловри. Он је у Дунафелдвару све: председник, перовођа и старатељ. Парохија је шесте класе, земљишни посед износи 25 кј, а парохијске филијале су: Белчке, Мазора и Шолт. У месту је постојало грчко-источно тј. православно гробље, у којем су сахрањивани Срби, најстарији споменик је из 1790. године. Ту се налази и споменик албанске породице Ђика.
На прагу 21. века постоји српска црква у центру места, чија је градња почела још 1773. године. Иконостас и унутрашњи мобилијар су слабо сачувани. Након санације српског православног гробља, стари споменици су пренети у порту црквену. Од црвеног су мермера, са епитафима на црквено-словенском, грчком и мађарском језику и има их укупно 16.

## Галерија
- Градска кућа Дунафелдвара
- Мост преко Дунава у Дунафелдвару
- Дунафелдвар - стари део града
- Поглед на градски торањ